# 1824
1824 (MDCCCXXIV) là một năm nhuận bắt đầu vào Thứ năm của lịch Gregory và là một năm nhuận bắt đầu vào Thứ Ba của lịch Julius, năm thứ 1824 của Công nguyên hay của Anno Domini, the năm thứ 824  của thiên niên kỷ 2, năm thứ 24  của thế kỷ 19, và năm thứ  5   của thập niên 1820. Tính đến đầu năm 1824, lịch Gregory bị lùi sau 12 ngày trước lịch Julius, và vẫn sử dụng ở một số địa phương đến năm 1923. 

## Sự kiện
- 10 tháng 2 - Simón Bolívar được tuyên bố là nhà độc tài của Peru.
- Không rõ – Ludwig van Beethoven hoàn thành bản giao hưởng số 9.

## Sinh
- 17 tháng 1 – Nguyễn Phúc Miên Cung, tước phong Sơn Định Quận công, hoàng tử con vua Minh Mạng (m. 1849).
- 4 tháng 3 – Nguyễn Phúc Vĩnh Thụy, phong hiệu Phú Phong Công chúa, công chúa con vua Minh Mạng (m. 1863).
- 12 tháng 3 - Gustav Kirchhoff, nhà vật lý người Đức (m. 1887)
- 1 tháng 4 – Emil von Albedyll, tướng lĩnh Phổ (m. 1897).
- 16 tháng 5 – Nguyễn Phúc Miên Phong, tước phong Tân Bình Quận công, hoàng tử con vua Minh Mạng (m. 1860).
- 21 tháng 6 – Nguyễn Phúc Vĩnh Trinh, phong hiệu Quy Đức Công chúa, công chúa con vua Minh Mạng (m. 1892).
- 25 tháng 6 – Nguyễn Phúc Thục Thận, phong hiệu Cảm Đức Công chúa, công chúa con vua Minh Mạng (m. 1907)
- 23 tháng 8 – Nguyễn Phúc Miên Liêu, tước phong Quỳ Châu Quận công, hoàng tử con vua Minh Mạng (m. 1881).
- Không rõ – Nguyễn Phúc Tĩnh Hảo, phong hiệu Diên Phúc Công chúa, công chúa con vua Thiệu Trị (m. 1847).

## Mất
- 17 tháng 7 – Nguyễn Phúc Ngọc Tông, thụy An Tĩnh, công chúa con vua Minh Mạng (s. 1812).
- 26 tháng 10 – Nguyễn Phúc Chẩn, tước phong Thiệu Hóa Quận vương, hoàng tử con vua Gia Long (s. 1803).
- Không rõ – Nguyễn Đức Xuyên, võ quan nhà Nguyễn (s. 1759).